# Red Europea de Gestores de Redes de Transporte de Electricidad
La Red Europea de Gestores de Redes de Transporte de Electricidad (ENTSO-E) (en inglés: European Network of Transmission System Operators for Electricity) es la asociación europea de los gestores de transporte de electricidad. Es la sucesora de la Asociación de Gestores Europeos de Redes de Transporte de Electricidad (ETSO) fundada en 1999 como respuesta a la emergencia de un mercado eléctrico dentro de la Unión Europea.

## Historia
El 27 de junio de 2008, la 36 reunión TSO firmó en Praga una declaración de intenciones para crear la ENTSO-E. La ENTSO-E se estableció el 19 de diciembre de 2008 in Bruselas por la 42 reunión TSO como la sucesora de seis asociaciones regionales de Gestores de Redes de Transporte de Electricidad. La ENTSO-E comenzó a ser operacional el 1 de julio de 2009. Las asociaciones que la formaron ETSO, ATSOI, UKTSOA, NORDEL, UCTE y BALTSO eran parte de la ENTSO-E, mientras todavía ofrecían datos de sus procedimientos para el interés público.

## Objetivos
La creación de la ENTSO-E se inició con la adopción del tercer paquete legislativo de la Unión Europea sobre los mercados del gas y la electricidad. En 2003, la Comisión Europea solicitó información sectorial referente a la competencia del mercado eléctrico en seis países europeos. El informe final estableció serias cuestiones a ser resueltas. Se advirtió que la integración entre los mercados de los Estados miembros era todavía insuficiente. Además, también se evaluó la ausencia de transparencia disponible sobre la información de los mercados. Como resultado, el tercer paquete legislativo sobre los mercados de gas y electricidad en la UE fue adoptado por la Comisión Europea en septiembre de 2007.

## Tareas principales
- Elaboración y establecimiento de códigos de red[8]
- Coordinación de la seguridad de las operaciones en la red a través de herramientas de operación de red comunes[9]
- Desarrollo a diez años del plan de gestión de la red[10]
- Publicación del programa de trabajo anual, informe anual y previsiones de capacidad de generación anual en invierno y verano[11]

## Objetivos
- Seguridad del suministro[12][13]
- Encontrar las necesidades del mercado interno de energía y facilitar la integración del mercado[14]
- Promoción del I+D y de la aceptación pública de las infraestructuras de transmisión[14]
- Consultas con los Stakeholders y posicionamientos hacia políticas energéticas concretas[14]

## Área geográfica

Área de interconexión de redes en Europa.

El área geográfica cubierta por los miembros de la ENTSO-E se divide en cinco redes síncronas de gran área y dos sistemas aislados (Chipre e Islandia). Las áreas síncronas son grupos de países que están conectados a través de sus respectivos sistemas de energía. La frecuencia del sistema (50 Hz, con desviaciones generalmente menores) esta sincronizada dentro de cada área, y una perturbación en un punto único del área se registrará en toda la zona. Las áreas síncronas individuales están conectadas entre ellas a través de interconectores de corriente continua.
Los beneficios de las áreas sincrónizadas incluyen la agrupación de capacidades de generación y el aprovisionamiento común de reservas, que resultan en ahorro de costos, y la asistencia mutua en caso de accidentes, lo que resulta en ahorro de costos de energía de reserva (por ejemplo, en caso de perturbación o interrupción).

## Miembros
Actualmente la ENTSO-E contiene a 43 Gestores de Redes de Transporte de Electricidad (TSO) de 36 países, que ahora comparten seis redes de transporte sincronizadas en la UE.
| País                         | TSO                                                 |
| ---------------------------- | --------------------------------------------------- |
| Albania                      | Operatori i Sistemit te Transmetimit                |
| Austria                      | TIWAG Netz, Verbund - Austrian Power Grid, VKW-Netz |
| Bélgica                      | Elia System Operator                                |
| Bosnia Herzegovina           | ISO BiH                                             |
| Bulgaria                     | Electroenergien Sistemen Operator EAD               |
| Croacia                      | HEP-OPS                                             |
| Chipre                       | Cyprus TSO                                          |
| República Checa              | ČEPS                                                |
| Dinamarca                    | Energinet.dk                                        |
| Estonia                      | Elering                                             |
| Finlandia                    | Fingrid                                             |
| Francia                      | RTE                                                 |
| Alemania                     | EnBW TNG, transpower , Amprion, 50Hertz             |
| Grecia                       | HTSO                                                |
| Hungría                      | MAVIR                                               |
| Islandia                     | Landsnet                                            |
| Irlanda                      | EirGrid                                             |
| Italia                       | Terna                                               |
| Letonia                      | Augstsprieguma tïkls                                |
| Lituania                     | LITGRID                                             |
| Luxemburgo                   | Creos Luxembourg                                    |
| Macedonia del Norte          | MEPSO                                               |
| Montenegro                   | AD Prenos                                           |
| Holanda                      | TenneT                                              |
| Noruega                      | Statnett                                            |
| Polonia                      | PSE-Operator                                        |
| Portugal                     | REN                                                 |
| Reino Unido                  | National Grid, SONI, SSE, SPTransmission            |
| República Eslovaca           | SEPS                                                |
| Rumania                      | Transelectrica                                      |
| Serbia                       | JP Elektromreža Srbije                              |
| Slovenia                     | ELES                                                |
| España                       | REE                                                 |
| Suecia                       | Svenska kraftnät                                    |
| Suiza                        | swissgrid                                           |
| Turquía (miembro observador) | Türkiye Elektrik İletim A.Ş.                        |
| Ucrania                      | Ukrenergo                                           |

## Intercambio electrónico de datos
Un mercado eléctrico europeo abierto necesita un considerable intercambio de datos electrónicos entre todos los participantes del mercado para mejorar la coordinación entre los diferentes sistemas internacionales. El objetivo de ENTSO-E es ofrecer a todos los participantes la información necesaria sobre los estándares EDI existentes y sus especificaciones. En asociación con ebiX y EFET (Federación Europea de Operadores de Energía), ENTSO-E mantiene un modelo armonizado para el mercado eléctrico europeo.